# Communauté rurale de Fimela
La commune de Fimela est une commune rurale du Sénégal située à l'ouest du pays, au sud de Dakar.
Elle fait partie de l'arrondissement de Fimela, du département de Fatick et de la région de Fatick,.
Lors du dernier recensement, la Commune comptait 16 875 personnes et 1 909 ménages.
Son chef-lieu est Fimela.

## Villages de la commune
1. Baboucar Toumbou
2. Djilor
3. Fimela
4. Kobongoye
5. Kobongoye 2
6. Mar Fafaco
7. Mar Lothie
8. Mar Soulou
9. Mbissel
10. Ndangane village
11. Samba Dia
12. Samba Diallo
13. Simal
14. Yayeme
15. Ndangane-campement
16. Ndiédieng